# Alfredo Navarrine
Alfredo Navarrine (Lincoln, provincia de Buenos Aires, Argentina, 8 de diciembre de  1894 –15 de abril de 1979 ) fue un poeta, cantor y guitarrero que se destacó en el género de tango que tenía el apodo de Pigmeo. Era hermano del también músico y cantor Julio Plácido Navarrine.

## Carrera profesional
Se inició como cantor de motivos rurales y director, con su hermano Julio, del conjunto Los de la raza. También es el autor de letras de tango, entre las cuales se recuerda Galleguita (1922) con música de Horacio Pettorossi que escribió en Chile y fue cantada al año siguiente en Buenos Aires y Barrio reo (1926), con música de Roberto Fugazot, que fue escrito y estrenado en Montevideo. En un principio se llamó Barrio Reus, que es el nombre de un barrio montevideano, pero como nada significaba para los porteños, fue cambiada por la de Barrio reo.
Alfredo Navarrine falleció el 15 de abril de 1979.

## Obras registradas en SADAIC
- Agüita e luna con Lucio Demare	.
- Alaridos con Julio Navarrine (1942).
- Ayer y hoy con Jorge Argentino Fernández (1939).
- Bandoneones en la noche  con Ángel M. Vigo Díaz.
- Barrio reo con Santiago Roberto Fugazot.
- Brindis de olvido con Iuan Larenza (1945).
- Canción del reloj con Ángel Manuel Fraga.
- Canto estrellero con Pedro Rubiones (1943).
- Cielito del porteño con Manuel Abrodos y Miguel Roberto Abrodos (1950).
- Como una flor con Ateo Dapiaggi (1947)	.
- La condición con Félix Scolati Almeyda (1946).
- Con licencia con José Rodríguez Faure (1955).
- Corazón en sombras con Carmelo Di Napoli y Arturo Hércules Gallucci (1943).
- Curiosa con Miguel A, Quartucci.
- Desvíos con Miguel Calello (194).
- Escúcheme gringo amigo con Manuel Abrodos (1944).
- Esmeralda con Nicolás Marchese.
- Estampa rea con Eduardo de Labar (1953).
- Este amor con Lucio Demare (1938).
- Falsedad con Héctor María Artola (1955).
- Fea con Horacio Pettorossi (1941).
- La Federal con Pepe Abrodos.
- Gajito de cedrón con Mario Alberto Pardo (1973).
- Galleguita con Horacio Pettorossi (1941).
- He perdido un beso con Dante Bovio (1940).
- Humildad con Lucio Demare (1938).
- Juana tango con Julio Navarrine (1958).
- Latido porteño
- Lechuza con Julio Navarrine (1933).
- Luna pampa con Ernesto Natividad de la Cruz (1951).
- Mentías con Juan Carlos Casaretto (1941).
- Mil novecientos treinta y siete con Julio Navarrine y José Domingo Pécora (1937).
- Milonga de un argentino con Manuel Abrodos (1972).
- No nos veremos más con Santiago Roberto Fugazot y Agustín Irusta (1939).
- Nocturno inútil con Héctor María Artola (1941).
- Oiga amigo con Julio Navarrine (1933).
- Ojos en el corazón con Manuel Abrodos (1945).
- Ojos tristes con Rafael Yorio o Rafael Iriarte (1939).
- Pajarada con Manuel Abrodos (1945).
- Qué linda es la vida con Lucio Demare.
- Rancheriando con Antonio Molina.
- Ronda de sueños con Manuel Abrodos (1944).
- Rosas negras con Severo Vietri (1942).
- Sangre porteña con Juan Andrés Ghirlanda y Manuel Pisarro(1946).
- Sé hombre con Domingo Santoro.
- Señor Juez con Fidel del Negro (1941).
- Señuelo con Manuel Abrodos (1977).
- Serenidad con Héctor María Artola (1946).
- Sos de Chiclana con Julio Navarrine y Rafael Rossa (1947).
- Tamal con José A. Verdi (1975).
- Tango lindo con Vicente Belvedere.
- Tango para un mal amor con Roberto Felipe Caldarella (1948).
- Tata Dios con Felipe Sciascia (1931).
- Torcacita con Horacio Pettorossi.
- Trilla e recuerdos con Julio Navarrine.
- Tucumano con Enrique Pedro Delfino (1961).
- Vidalita con Juan Bautista Deambrogio (194).
- Yo era un corazón con Lucio Demare (1939).
- Yunque con Ateo Dapiaggi (1953).[1]